# Mikołaj Sieniawski (1520–1584)
Mikołaj Sieniawski herbu Leliwa (ur. 1520, zm. 1584) – hetman polny koronny w latach 1562–1564 i 1575-1576, rotmistrz jazdy obrony potocznej w latach 1547–1574, kasztelan kamieniecki w latach 1576–1584, starosta stryjski.

## Życiorys
Syn Mikołaja Sieniawskiego, hetmana wielkiego koronnego, i Katarzyny Kolanki.
Wychował się na dworze podkanclerzego koronnego biskupa krakowskiego Piotra Tomickiego. Brał udział w wielu wojnach z Turkami i Tatarami. W latach (1527–1552) rotmistrz jazdy na Podolu, później w latach 1564 i 1566 na Litwie. W roku 1552 brał udział w wyprawie do Mołdawii, która wprowadziła na tron hospodarski stronnika Polski Aleksandra Lăpușneanu, który uznał się za lennika Rzeczypospolitej. W 1555 podjął służbę w wojsku księcia pruskiego Albrechta Hohenzollerna. W latach 1562–1566 brał udział w wojnie z Moskwą. 21 czerwca 1567 otrzymał zezwolenie królewskie na wykupienie starostwa stryjskiego z wyłączeniem miasta Doliny z rąk żony wojewody kijowskiego ks. Konstantego Wasyla Ostrogskiego Zofii Tarnowskiej. Od roku 1569 pełnił faktycznie funkcję hetmana polnego koronnego (jako łac. „Campiductor Russiae”). W roku 1572 wyprawił się do Mołdawii, by bronić hospodara Bohdana Lăpușneanu (syna Aleksandra) przed Iwonią, pretendentem do tronu popieranym przez Turcję. W roku 1576 został kasztelanem kamienieckim. Bronił kresów południowo-wschodnich przed zagonami czambułów tatarskich. W 1580 wziął udział w kampanii wielkołuckiej króla Stefana Batorego, gdzie odznaczył się przy zdobywaniu twierdzy. W 1581 posiłkował wojska litewskie pod Pskowem. W roku 1582 na rozkaz króla ściął we Lwowie obalonego hospodara mołdawskiego Janku Sasa.